# 亀田雅之
亀田 雅之（かめだ まさゆき、1966年12月7日 - ）は、日本のテレビプロデューサーである。

## 略歴
大阪府堺市出身。

## 参加作品

### テレビドラマ
- 新・部長刑事 アーバンポリス24（プロデューサー）

### テレビアニメ
- ふたりはプリキュア Max Heart（プロデューサー）
- ふたりはプリキュア Splash Star（プロデューサー）
- Yes!プリキュア5（プロデューサー）

### 劇場アニメ
- 映画 ふたりはプリキュア Splash Star チクタク危機一髪!（企画協力）